# Värm ditt blod
Värm ditt blod är ett musikalbum från 2004 med den åländska trion Ulvens Döttrar som består av systrarna Isabella, Johanna och Ella Grüssner.

## Låtlista
1. Skrån (Ella Grüssner Cromwell-Morgan) – 4:21
2. Ulvens döttrar (Ella Grüssner Cromwell-Morgan) – 1:29
3. Värm ditt blod (Ella Grüssner Cromwell-Morgan/Isabella Grüssner Sarling) – 4:06
4. Fri (Ella Grüssner Cromwell-Morgan) – 3:04
5. Pigan gick på ängen (trad) – 5:06
6. Vargsången (Björn Isfält/Astrid Lindgren) – 4:04
7. Visa i Molom (Alf Hambe) – 3:53
8. Aska och mull (Ella Grüssner Cromwell-Morgan) – 2:56
9. Vandring (Ella Grüssner Cromwell-Morgan/Isabella Grüssner Sarling) – 3:48
10. Törnrosdalens frihetssång (trad) – 2:25
11. Inte äger jag (trad) – 2:37
12. Vrider om vrång (Ella Grüssner Cromwell-Morgan/Benita Mattsson-Eklund) – 3:06
13. Polska (trad) – 2:24
14. Trollmors vaggsång (Margit Holmberg) – 2:49
15. Tror du Gloris lilla (trad) – 1:13
16. Ulven, räven och haren (trad) – 2:48
17. Vilda skogsången (Björn Isfält) – 0:50
18. Rid över skog (Björn Isfält) – 1:43
19. Sommaren gick ur skogen (Ella Grüssner Cromwell-Morgan) – 3:17

## Medverkande
- Johanna Grüssner – sång, trummor, slagverk, mungiga
- Isabella Grüssner Sarling – sång, slagverk, blockflöjt, mungiga
- Ella Grüssner Cromwell-Morgan – sång, fiol, fiddla, nyckelharpa, flöjter, didjeridu